# قانون إعادة التوطين الهندي 1956
قانون إعادة التوطين الهندي لعام 1956 المعروف أيضًا باسم القانون العام 959 أو برنامج التدريب المهني للبالغين كان قانونًا أمريكيًا يهدف إلى تشجيع الهنود الأمريكيين على مغادرة المحميات الهندية وأراضيهم التقليدية، والاندماج في عامة السكان في المناطق الحضرية. جزء من سياسة الإنهاء الهندية لتلك الحقبة، والتي أنهت الوضع القبلي للعديد من المجموعات، لعبت دورًا مهمًا في زيادة عدد سكان الحضر الهنود في العقود التالية.
في الوقت الذي كانت الحكومة الأمريكية تخفض فيه الإعانات المقدمة للهنود الذين يعيشون في محميات، عرض قانون إعادة التوطين دفع نفقات الانتقال وتوفير بعض التدريب المهني لأولئك الذين كانوا على استعداد للانتقال من المحميات إلى مدن معينة من قبل الحكومة، حيث كانت فرص العمل متاحة. أقرها المشرعون لتكون مواتية. وشملت أنواع المساعدة المقدمة النقل إلى أماكن أخرى، ونقل السلع المنزلية وبدل المعيشة اليومي لكل من وقت الانتقال وحتى 4 أسابيع بعد الوصول، والأموال لشراء الأدوات أو المعدات للعمال المتدربين. كان التدريب المهني موجهًا نحو الوظائف في الصناعة والمهن الأخرى التي لم تكن موجودة في المجتمعات الريفية. تشمل المزايا الإضافية المقدمة: التأمين الطبي للعمال ومن يعولونهم، ومنح لشراء ملابس العمل، ومنح لشراء السلع والأثاث المنزلي، وتكاليف التعليم للتدريب المهني في المدارس الليلية، وفي بعض الحالات أموال للمساعدة في شراء منزل. مع ذلك لم يحصل كل من قبل هذه العروض على هذه المزايا بالفعل بمجرد وصولهم إلى المدن، مما أدى إلى بعض حالات الفقر والصدمة الثقافية والبطالة والتشرد بين هؤلاء السكان في البيئة الحضرية الجديدة.